# آیال لازارف
آیال لازارف (به روسی: Айаал Лазарев ؛ زادهٔ ۱۹ مارس ۱۹۸۶) یک کشتی‌گیر آزادکار اهل قرقیزستان است. وی سابقه حضور در المپیک ۲۰۲۰ توکیو و المپیک ۲۰۲۴ پاریس را دارد.
از افتخارات وی می‌توان به کسب مدال برنز بازی‌های آسیایی ۲۰۲۲ اشاره کرد.

## فعالیت حرفه‌ای

### المپیک ۲۰۲۴ پاریس
لازارف در وزن ۱۲۵ کیلوگرم کشتی آزاد المپیک ۲۰۲۴ پاریس حاضر بود که در کشتی اول به امیرحسین زارع از ایران باخت و با توجه به حضور این کشتی‌گیر در فینال، به دیدار شانس مجدد رفت. او در شانس مجدد آمارور دسی از کانادا را شکست داد و به دیدار رده‌بندی راه یافت. وی در دیدار رده‌بندی به‌ طاها آکگل از ترکیه باخت و پنجم شد.